# ذوزنقه متساوی‌الساقین
ذوزنقه متساوی‌الساقین به ذوزنقه‌ای گفته می‌شود که ساق‌های آن هم‌اندازه باشند. می‌توان نشان داد که یک ذوزنقه متساوی‌الساقین است اگر و تنها اگر:
- دو پایهٔ آن هم‌نهشت باشند.
- زاویه‌های بالایی (و پایینی) پایه‌ها با هم هم‌نهشت باشند.
- قطرهای ذوزنقه هم‌نهشت باشند.

وجود هر یک از این شرط‌ها در یک ذوزنقه متضمن دیگری است.
ذوزنقه‌های متساوی‌الساقین چهارضلعی محاطی هستند.
زاویه های رو به رو با هم برابر هستند.
زاویه های بالا و پایین مکمل یکدیگرند.